# Warnker See
Der Warnker See liegt südlich von Waren (Müritz) im Landkreis Mecklenburgische Seenplatte in Mecklenburg-Vorpommern und nordöstlich der Müritz im Osten der Mecklenburgischen Seenplatte. Das 45,6 Hektar große Gewässer auf 62,5 m ü. NHN befindet sich im Müritz-Nationalpark. Es erstreckt sich von Nordosten nach Südwesten, und seine maximale Ausdehnung beläuft sich auf 1070 mal 550 m. Der See ist zur Hälfte von Wald umgeben, der Rest wird von Weiden eingenommen. Am Nordost- und Südwestufer stehen Aussichtsplattformen zur Vogelbeobachtung. Zwischen August und Oktober ist der Warnker See eines der wichtigsten Rastgewässer für Enten in Mecklenburg-Vorpommern, insbesondere für Reiherenten und Kolbenenten.
Es existiert ein Zufluss vom Moorsee sowie eine abfließende Verbindung zur nur 570 m entfernten Müritz.